# Mariä Himmelfahrt (Bodenmais)

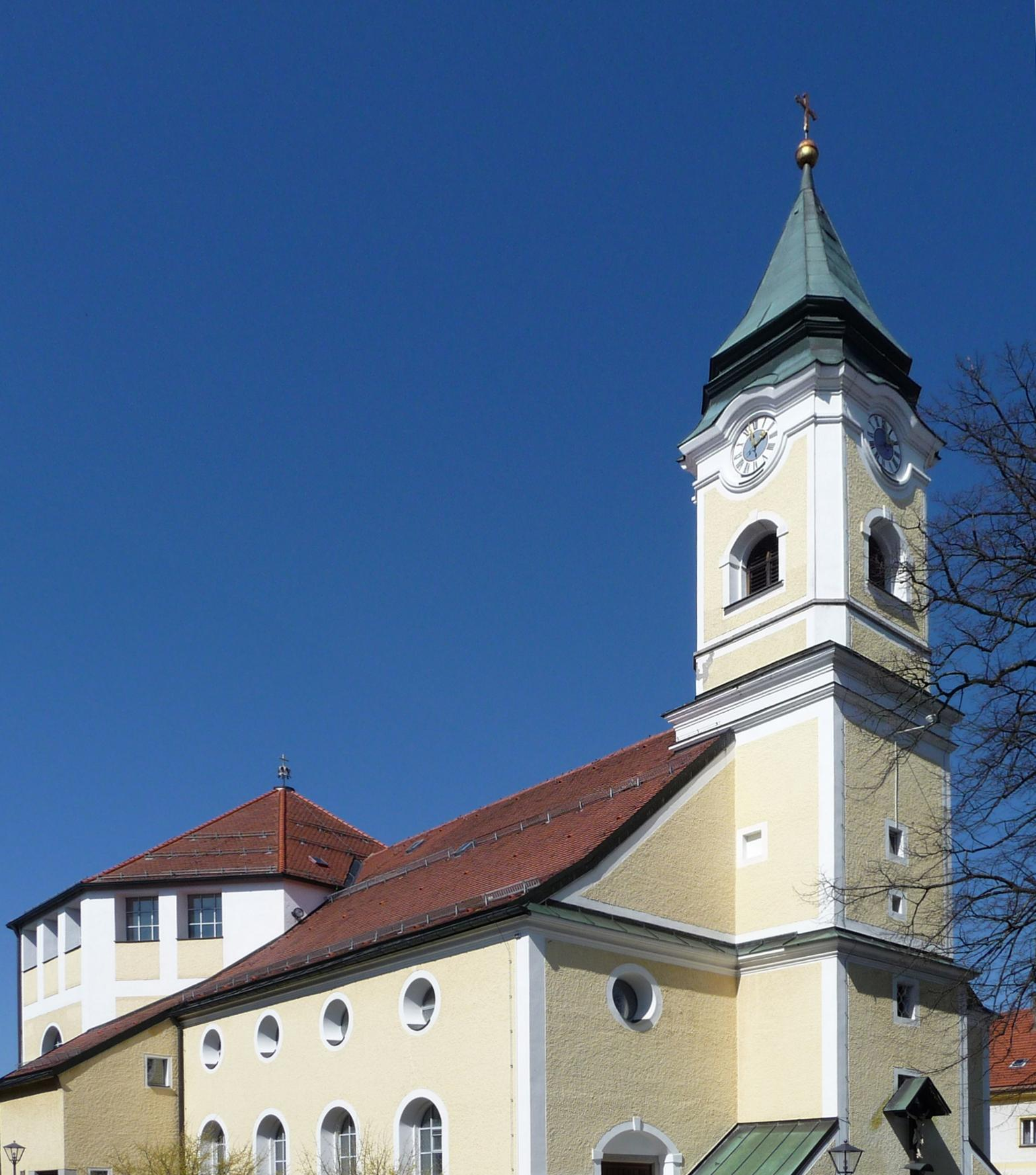
Pfarrkirche Mariä Himmelfahrt in Bodenmais

Die katholische Pfarrkirche Mariä Himmelfahrt in Bodenmais, einer Marktgemeinde im Landkreis Regen im Regierungsbezirk Niederbayern, gehört zur gleichnamigen Pfarrei Mariä Himmelfahrt im Dekanat Deggendorf-Viechtach des Bistums Regensburg.

## Geschichte
Der Bergwerksort Bodenmais wurde seit seiner urkundlichen Erwähnung gegen Ende des 13. Jahrhunderts zunächst von Arnbruck, dann von Böbrach aus seelsorgerlich betreut. Obgleich ein Hinweis auf ein formelle Errichtung der Pfarrei fehlt, wird vielfach das Jahr 1652 als Gründungsjahr angesehen. Ein erstes Gotteshaus wird erstmals 1531 erwähnt. Es stand am nordöstlichen Rand des Marktplatzes, dem heutigen Anwesen Artinger, Kötztinger Straße 4. 1693 erhält Bodenmais mit dem Bergkaplan Alexius Fuchs erstmals einen eigenen Geistlichen. Fuchs und seine Nachfolger werden zunächst als „Bergkapläne“ bezeichnet. Sie sind also für das Seelenheil der Bergleute zuständig, und weniger selbständige Pfarrer einer eigenen Pfarrei.
Vom ersten Bodenmaiser Gotteshaus ist nur sehr wenig überliefert. Um das Jahr 1700 muss eine größere Erweiterung bzw. ein Neubau erfolgt sein. Ob im Zuge dieser Maßnahmen auch die 1701/1702 an die Kirche angebaute Loreto-Kapelle entstand, bleibt offen. Doch schon in der letzten Hälfte des 18. Jahrhunderts mehren sich Berichte, wonach dieses Gotteshaus in einem schlechten Zustand sein solle. 1804 wird die bisherige Kirche zum Abbruch freigegeben und mit dem Neubau an anderer Stelle, inmitten des Marktplatzes, begonnen. Zwischen 1874 und 1876 wurde das Gotteshaus im historistischen Stil von Heinrich Oesterer aus Bad Kötzting durch Dekormalerei und das Ausführen von Deckenfresken im Langhaus und Chorraum umgestaltet. Eine geplante Erweiterung der mittlerweile zu klein gewordenen Kirche im Jahr 1914 machte der Erste Weltkrieg und die darauf folgende Geldentwertung zunichte. 1924 erfolgte eine neubarocke Umgestaltung, die das historistische Erscheinungsbild gänzlich verdrängte.

## Baubeschreibung
Obgleich die Kirche durch die Erweiterung im 20. Jahrhundert eine deutliche Veränderung erfuhr, ist das innere Erscheinungsbild durchwegs harmonisch. Das Langhaus ist dreischiffig mit Tonnenwölbung. Die niedere Arkaden und Emporenöffnungen entsprechen den niederen Rundbogenfenstern mit darüber gesetzten Okuli. Anstelle des früheren Chorraums weitet ein mächtiger oktogonaler Bau den Raum, der von zwei Rundbogenfenstern über den Seitenaltären belichtet wird. Das Kuppelgewölbe besitzt starke Stichkappen und eine große kreisrunde Öffnung. Der Turm an der Ostseite der Kirche mit einer Höhe von 32 m ist in drei Stockwerke gegliedert und wird von einem Helm bekrönt.
Die Kirche ist nicht nach Osten, sondern nach (Süd-)Westen ausgerichtet. Obgleich die traditionelle Ausrichtung nach Osten bei der Errichtung 1804/1805 möglich gewesen wäre, entschied man sich dagegen. Dies war Gegenstand zahlreicher Kontroversen zwischen dem damaligen Pfarrer und dem für den Bau verantwortlichen Kurfürstlichen Berg- und Hofmarktsamt. Pfarrer Johann Wolfgang Stangl moniert 1804, die Kirche sei „gegen Niedergang der Sonne gebaut“. Gründe für diese Entscheidung wurden damals nicht angeführt. Jedoch scheint die noch heute im Volksmund bekannte Erklärung dafür plausibel. Demzufolge führt die Westung der Kirche dazu, dass der Priester in der Messe stets in Richtung des im Osten gelegenen Silberberges den Segen erteilt, also die Lebensgrundlage der Bodenmaiser segnet.

## Ausstattung

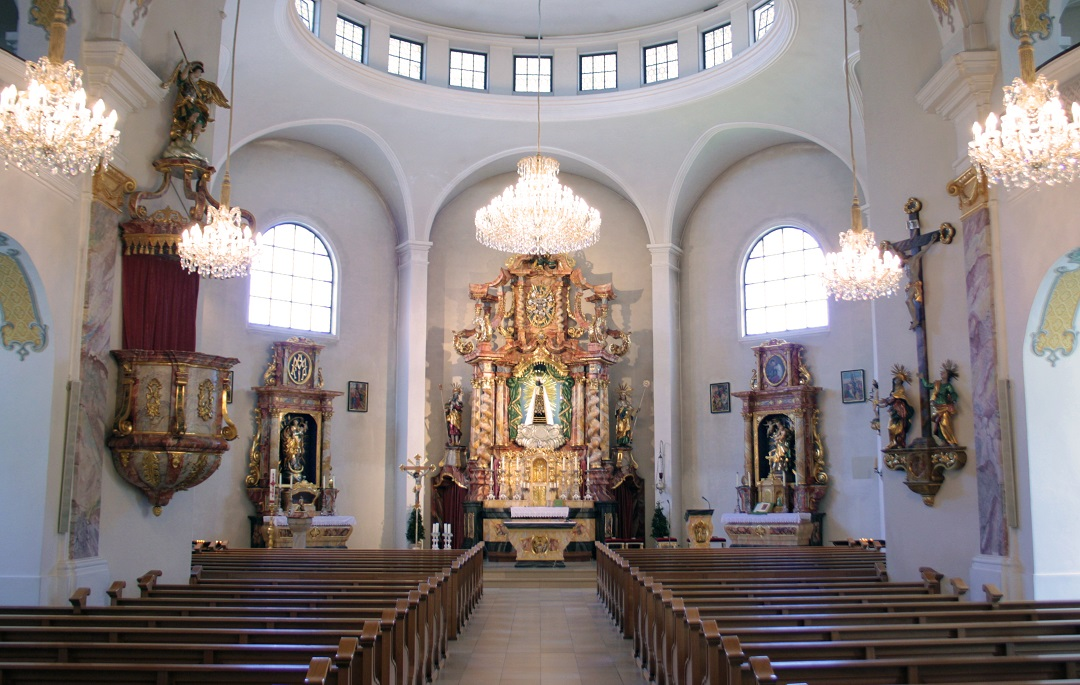
Pfarrkirche Bodenmais: Blick vom Langhaus zum Hochaltar

Nur wenige Stücke wurden von der Vorgängerkirche übernommen, darunter das Kruzifix mit schmerzhafter Muttergottes und Johannes sowie die Statuen der Heiligen Barbara, Sebastian, Wolfgang, Benno und Josef. Die übrigen Ausstattungsstücke stammen aus den säkularisierten Klöstern Oberalteich und Niederalteich. Nachdem man dort mit der Herausgabe nicht einverstanden war, ordnete die königliche Landesdirektion am 13. Januar 1806 an: 
„Daß von den in Oberalteich vorhandenen entbehrlichen drey Altären, und 2 Beichtstühlen noch die bereits ebenfalls als entbehrlich zusammengerichtet seyn sollende 8 Leuchter, 6 Küssen, 6 Klinseln, zwey Weichbrunnsteine, 3 Meß Bücher, 5 Vesperseßeln, 1 Tabernakl, 1 Kapsel mit loh. Baptist zur neu erbauten Kirche nach Bodenmais gegen Bescheinung verabfolgt werden dürften!“

### Hochaltar
Der barocke Hochaltar stammt ebenso wie die Seitenaltäre aus der Klosterkirche Oberalteich. Zwei gewundene Säulen auf Stühlen sind den vier weiteren glatten Säulen vorgesetzt. Statt eines Altarbildes findet sich in der Nische ein Lambrequinsbaldachin mit Stoffdraperien, der die barocke Nachbildung des Gnadenbildes von Loreto umgibt. Die Konsole für das Gnadenbild verkleiden flache, geschnitzte Wolken. Auf den seitlichen Durchgängen mit geschweifter Bogenleibung und Volutendekoration stehen die Figuren des heiligen Joachims und der heiligen Anna.

### Gnadenbild

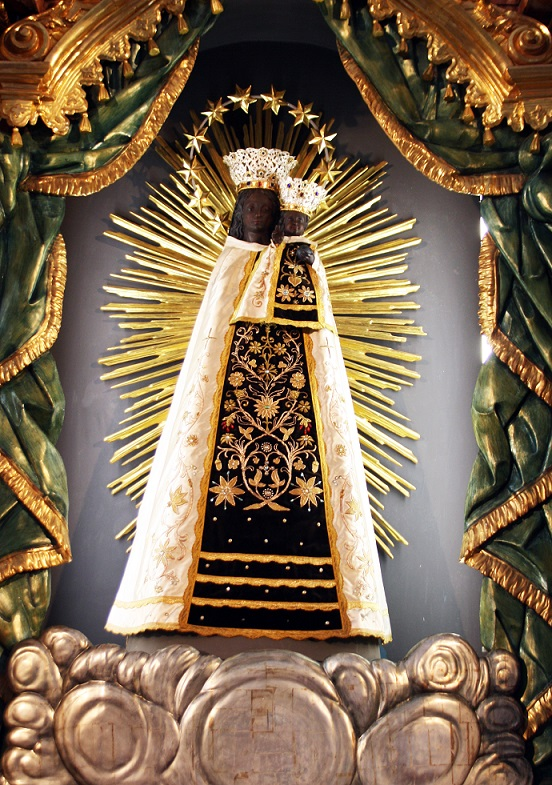
Das Gnadenbild Maria Loreto im Hochaltar

Das holzgeschnitzte Gnadenbild ist eine Replik der wundertätigen Madonna von Loreto und misst 114 cm. Die aufrecht stehende Maria trägt auf ihrem linken Arm das Jesuskind. Dieses erhebt die rechte Hand zum Segensgestus und trägt in der Linken die Weltkugel. Die Hautpartien von Mutter und Kind sind, wie das des Urbildes in Loreto, geschwärzt. Die an der Seite stehenden Eltern von Maria Joachim und Anna werden in weißem Hautkolorit dargestellt.
Das Gnadenbild Maria Loreto ist ein Geschenk des Kurfürsten Maximilian II. Emanuel. Die Überführung des Gnadenbildes im Jahr 1705 ist Gegenstand zahlreicher Legenden und wirkt im alljährlichen „Bennofest“ bis heute nach. Bergkaplan Andreas Probizer berichtet im Jahr 1722:
„Anno 1705. Festo S: Bennonis ist alhisiges Gnaden bild Unser Frauen von Loreto von München alhero gebracht worden. NB: Zu Pebrach stunde es underdessen ettlich Täg in der Kirchen, und hat obwollen auf ein so andere gethone Verkündigung wegen dess ybeln Regen Wetters nit kennen anhero gebracht werden. Endlich aber weilten Podenmais nit länger ohne ihren anhero gehörenten Gnadenschaz leben wolde, haben sie endlichen beschlossen, bey solchen ihmerzue anhaldenten regen Wetter solches herein zubringen, seind auch von hier processionaliter under heuffigen Regen hinaus gangen, und da sie solches zu Pebrach erhebet, so hat sich eine gleichsamb augenblicklihe heutere an dem Firament hervor gethan, daß sich Jederman daryber högstens verwundert, und mit einer unbeschreiblichen menge Volckhes aus denen umbligenten Pfarrn so dan Solennissime alhero bekleid worden. Ita Andreas Probizer 1722 p:t: Parochus Loci“
Mit dem Gnadenbild ist demnach ein Translationswunder (= Überführungswunder) verbunden. Obgleich Probitzer selbst nicht Augenzeuge des Geschehens war, spricht doch einiges dafür, seinem Bericht Glauben zu schenken. Ungeachtet dessen war die Überführung des Gnadenbildes nach Bodenmais der Beginn einer regen Wallfahrt, die bis in die heutige Zeit hineinreicht.

### Seitenaltäre
Die beiden Seitenaltäre stammt ebenfalls aus der Klosterkirche Oberalteich und bilden stilistisch eine Einheit. Der rechte Seitenaltar ist dem hl. Josef geweiht. Das Auszugsbild stammt aus dem 19. Jahrhundert und zeigt den hl. Aloisius von Gonzaga. Der linke Seitenaltar birgt eine Immaculata-Figur, die wohl ursprünglich im Hochaltar stand. Beide Altäre haben eine zweimalige starke Umarbeitung erfahren: beim Einbau in die beengten Seitenschiffe im Jahr 1805 und beim Erweiterungsbau 1956. Der rechte Seitenaltar birgt in der Altarmensa ein Heiliges Grab.

### Deckengemälde
Im Jahr 1924 schuf Josef Wittmann das große Deckenfresko im Kirchenschiff, das die Übertragung des Gnadenbildes im Jahr 1705 zeigt. Es erstreckt sich über die Länge des gesamten Schiffs und zeigt eine umlaufende Komposition. Vor dem Hintergrund der Kirche in Maisried tragen Mädchen in Tracht eine Stellage mit dem Gnadenbild. Der Zug wird vom Geistlichen, Ministranten, Männern und Frauen in Tracht und Bergknappen mit Fahne begleitet. In einer Wolkenöffnung in der Mitte erscheint Maria mit dem Jesuskind auf ihrem Arm. Das Thema des Gemäldes nimmt Bezug auf die legendäre Übertragung des Gnadenbildes, das alljährlich im St. Bennofest gefeiert wird. Josef Wittmann, der zahlreiche Kirchen vor allem ostbayerischen Raum gestaltete, hat in Bodenmais wohl sein Hauptwerk geschaffen. Zeitgleich mit der Ausmalung der Langhausdecke schuf Wittmann auch das Deckenfresko im Chorraum, das die Aufnahme Mariens in den Himmel zeigte. Es wurde bei der Erweiterung der Kirche 1956 zerstört.

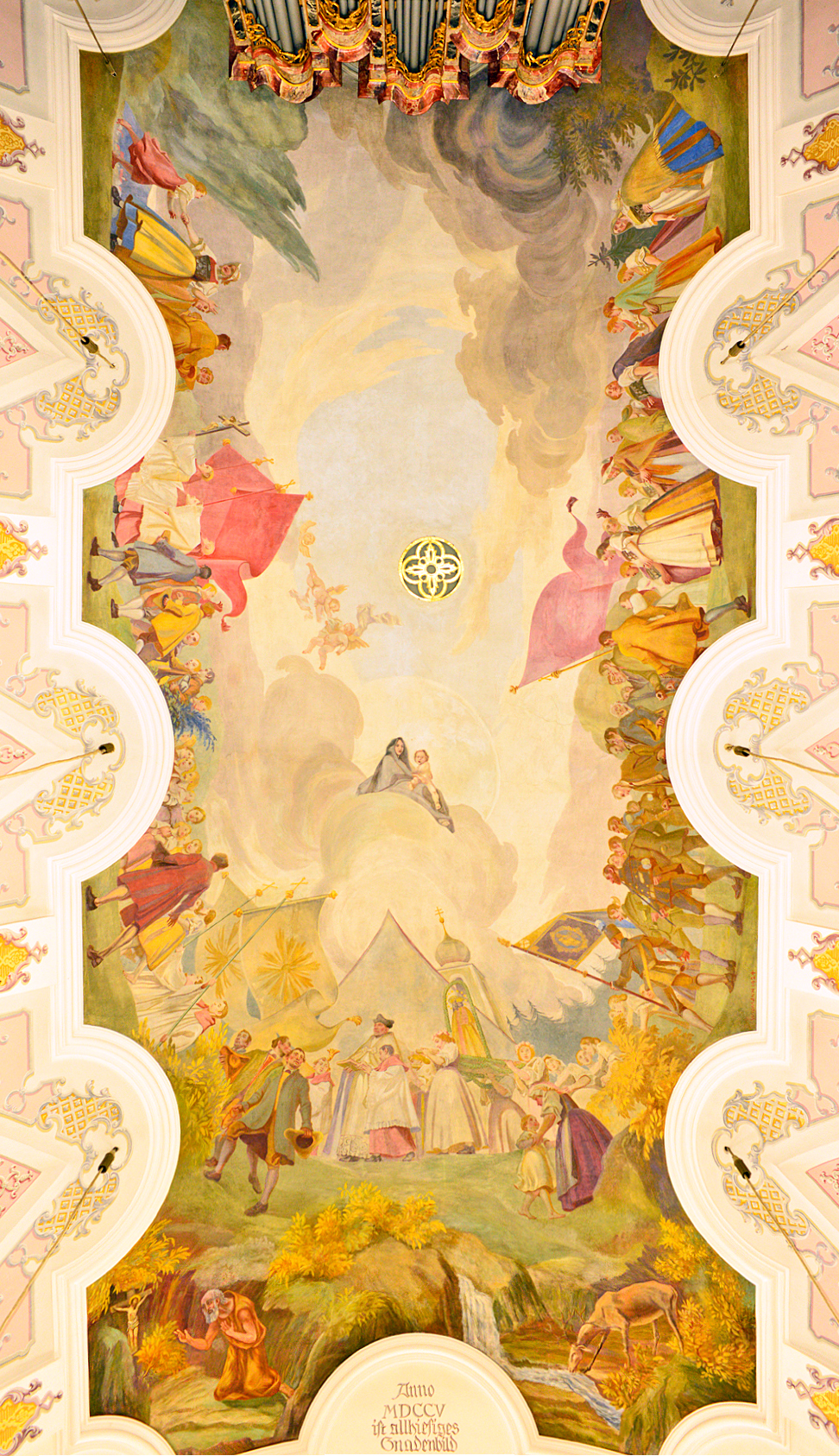
Josef Wittmann (1924): Deckenfresko in der Pfarrkirche Bodenmais
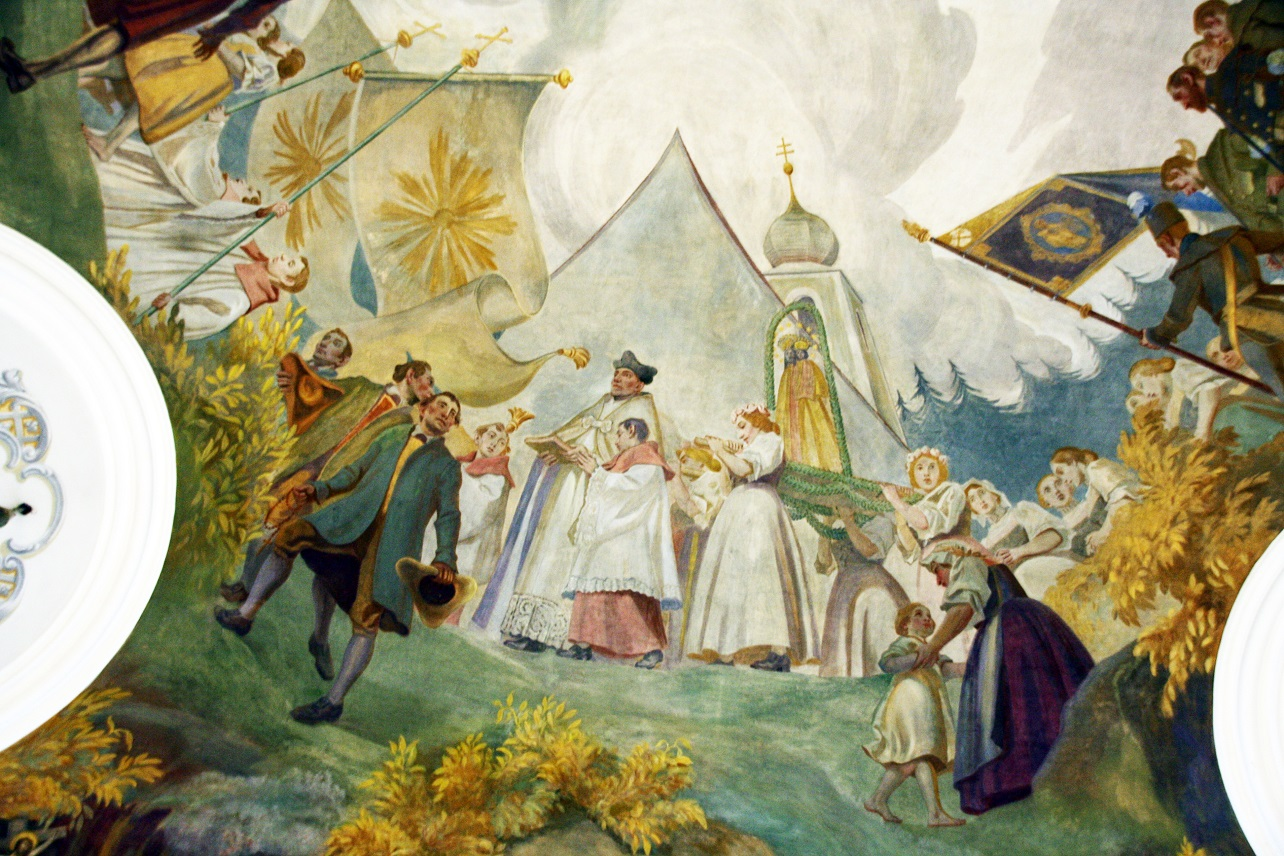
Deckenfresko: Übertragung des Gnadenbildes (Ausschnitt)

### Kanzel
Die Kanzel fertigte im Jahr 1812 der Schreiner Georg Dachs aus Linden (Landkreis Regen) an. Stilistisch ist der Predigtstuhl noch ganz in das Spätbarock einzuordnen. Der den Schalldeckel bekrönende Erzengel Michael stammt von der Vorgängerkanzel, die 1806 aus der Filialkirche Gaishausen nach Bodenmais gebracht wurde.

### Beichtstühle
Die zwei im hinteren Kirchenschiff befindlichen Beichtstühle sind um 1740 entstanden und stammen, wie Hochaltar und Seitenaltäre, aus der Klosterkirche Oberalteich. Sie sind dreitürig angelegt mit geschweiftem Grundriss und geschnitzten Muschelwerkaufsätzen. Im Abschluss finden sich Psalmenzitate und Gemälde von König David (linkes Seitenschiff) und König Salomo (rechtes Seitenschiff), die auf Buße und Vergebung verweisen. Der dritte Beichtstuhl, der sich auf der linken Seite im Erweiterungsbau befindet, wurde erst 1989 von der Firma Preis in Parsberg neu geschaffen.

### Orgel
Im Jahr 1806 wurde die Orgel aus der säkularisierten Franziskanerkirche Kelheim mit 12 Registern in Bodenmais transferiert. 1943 wurde das bisherige Orgelwerk durch einen pneumatischen Neubau der Firma Weise, Plattling, ersetzt. Jedoch wird der seit dem Erweiterungsbau deutlich vergrößerte Kirchenraum durch dieses Instrument nur mühevoll klanglich ausgefüllt.

### Erweiterung 1956

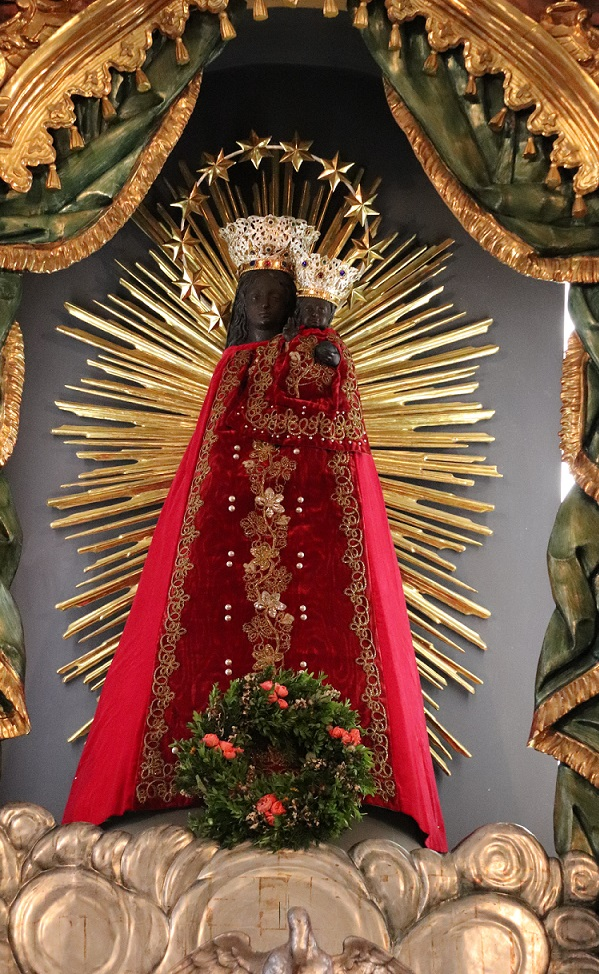
Gnadenbild in der Pfarrkirche Bodenmais: hier im roten Gewand zu Pfingsten

In den Jahren 1955/56 wurde die Pfarrkirche durch ein ungleichmäßiges Oktogon anstelle des früheren Chorraums erweitert. Der erweiterte Kirchenraum wurde am 16. Juni 1958, dem St. Bennotag, durch Weihbischof Josef Hiltl konsekriert. Die Altäre wurden aus dem früheren Chorraum in den Neubau übernommen.
Durch die Erweiterung ging das durch Josef Wittmann geschaffene Deckenfresko Mariä Himmelfahrt verloren. Stattdessen schuf Gottfried Gerstl 1959 ein Kuppeldeckengemälde, das Gottvater im Zentrum einiger marianischer Ereignisse zeigte.

## Renovierung 1983–1989
In mehreren Bauabschnitten wurde die Pfarrkirche zwischen 1983 und 1989 renoviert. Im Zuge dieser Maßnahmen wurden der neue Zelebrationsaltar und der Ambo durch die Parsberger Firma Preis geschaffen, die sich stilistisch am Barock orientieren und zwei Emausszenen zeigen. Zudem erhielt der Kirchenraum durch den Einbau von zwei Fenstern über den Seitenaltären eine deutliche Veränderung. Über dem Rand des Kuppeloktogons wurde eine Laterne geschaffen. Außerdem entschloss man sich, das Deckengemälde in der Kuppel zu übertünchen und durch einen barockisierenden Stuckrahmen zu ersetzen. Außerdem wurde das Gestühl erneuert, das sich am 1955 verloren gegangenen Vorgängergestühl orientiert.
Der große Kristalllüster im Oktogon mit 126 Glühbirnen und einem Gesamtgewicht von über 300 kg sowie die acht kleineren Lüster im Kirchenschiff sind eine Schenkung von Josef Kagerbauer sen. von der Bodenmaiser Firma Joska.

## St.-Benno-Fest
Ein wichtiger Höhepunkt im pfarrlichen Leben ist das alljährliche St.-Benno-Fest. Dabei wird der Übertragung des Gnadenbildes von Böbrach nach Bodenmais am Gedenktag des heiligen Benno (16. Juni) im Jahr 1705 gedacht. Dieses Ereignis wird schon kurz darauf zum Haupttag der Bodenmaiser Wallfahrt. Im Mittelpunkt steht die große Prozession mit dem Gnadenbild durch den Markt. Geprägt wird die Prozession über Jahrhunderte durch die Berg- und Hüttenleute. Seit der Auflösung des Bodenmaiser Bergwerks (1953/1962) lebt diese Tradition durch die Knappschaftskapelle und das Tragen des Gnadenbildes durch Mitglieder des Knappschaftsvereins weiter.
Seit 1950 wird auf dem Sportplatz zugleich ein weltliches St.-Benno-Volksfest gefeiert.

## Gästeseelsorge
Da Bodenmais ein beliebter Ferienort in Bayern ist, besuchen auch zahlreiche Gäste die Pfarrkirche Mariä Himmelfahrt. Regelmäßig werden unterschiedliche Kirchenführungen angeboten. Ausstellungen, Konzerte und andere Veranstaltungen runden das Programm für Urlaubsgäste ab.